# Ioan Dașchievici
Ioan Dașchievici (înregistrat și sub numele de Ioan Daschevici, n. 22 iunie 1872, Șipote, România – d. 1942, URSS) a fost un ofițer român cu gradul de general de brigadă, care, s-a remarcat atât în timpul participării României la Primul Război Mondial, cât și în perioada operațiilor militare pentru apărarea Marii Uniri.
În timpul Marelui Război, s-a făcut remarcat în funcția de comandă a Regimentul 8 Roșiori din Brigada 1 Roșiori a Diviziei 1 Cavalerie. Cea mai înaltă funcție de comandă deținută a fost aceea a unui eșalon superior al Corpului VII Armată, cu Cartierul General la Sibiu, în perioada interbelică.
A activat și ca politician, fiind prefect al județului Cernăuți în perioada 1932-1933, regăsindu-se, ulterior, printre victimele deportărilor sovietice din Bucovina, în perioada celui de-Al Doilea Război Mondial.

## Familia și primii ani
La origine, viitorul general, născut la 22 iunie 1872 la Șipote, în județul Iași, provenea dintr-o veche familie de mazili bucovineni. Tatăl său, Petru (1840-1893), provenea din Ducatul Bucovinei, unde își făcuse și studiile și se căsătorise cu Eufrosina Țopa. Administrator de moșie, acesta ajunsese la Șipote în 1870, deja cu 3 copii născuți. Acolo soția sa, care a decedat ulterior, i-a mai născut alți 3 urmași. După moartea Eufrosinei s-a recăsătorit cu Elena Placa, cu care a mai avut alți 6 copii.
A absolvit școala primară la Iași, urmând ulterior, în perioada 1889-1892, cursurile Școlii Fiilor de Militari, din același oraș.

## Cariera

### Perioada antebelică

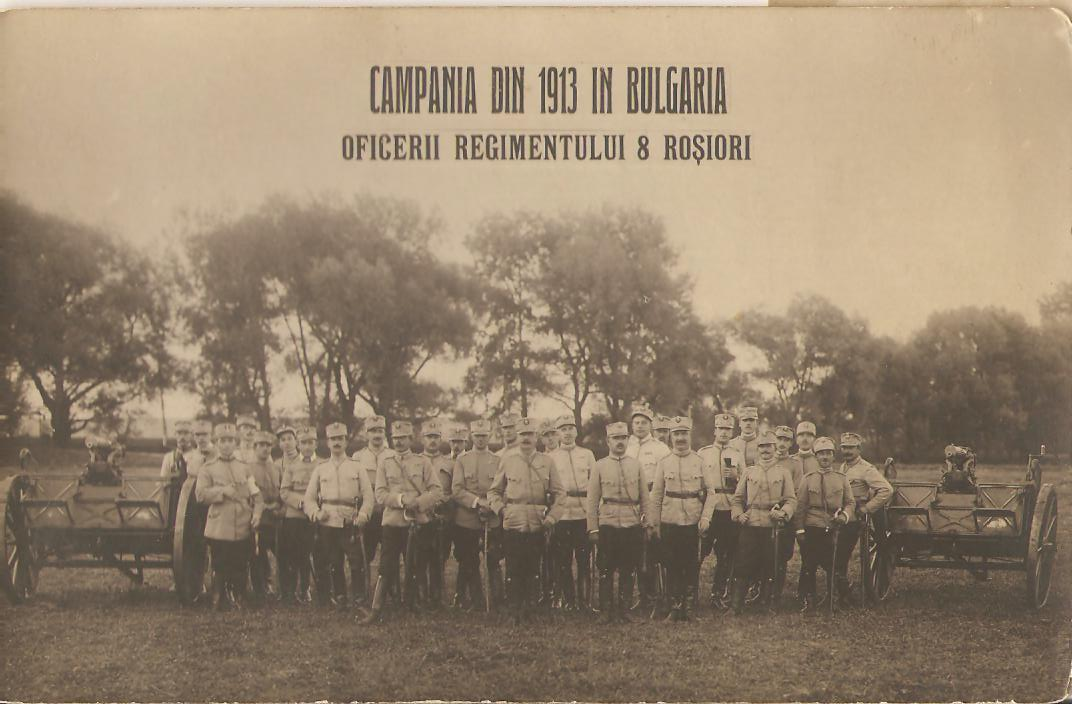
Ofiţerii Regimentului 8 Roşiori în 1913, în timpul campaniei din Bulgaria (carte poştală).

A activat ca sublocotenent din 1894 și apoi locotenent din 1899, în cadrul Regimentului 8 Roșiori din Botoșani. În perioada 1901-1902 a urmat cursurile Școlii Superioare de Război, pe care a absolvit-o ca șef de promoție, iar în intervalul 1904-1906, a făcut un stagiu de doi ani în cadrul Regimentului 5 Dragoni din Wiener Neustadt al Armatei Austro-Ungare. În anul 1906 a fost promovat căpitan, în anul 1911 maior și în anul 1915 locotenent-colonel.
Din 1906, a fost transferat la Turnu Severin în cadrul Regimentului 1 Roșiori. În același an a fost din nou transferat, la Regimentul 5 Călărași, unde a rămas până în anul 1911 când, a revenit la Regimentul  8 Roșiori, căruia i-a fost cu începere din anul 1913, ofițer comandant.
În perioada 27 februarie – 1 aprilie 1907 a participat la Erbiceni la reprimarea răsculaților din localitate, escadronul său șarjând împotriva acestora, care, asediaseră casa proprietății și urmau să o devasteze.

### Primul Război Mondial

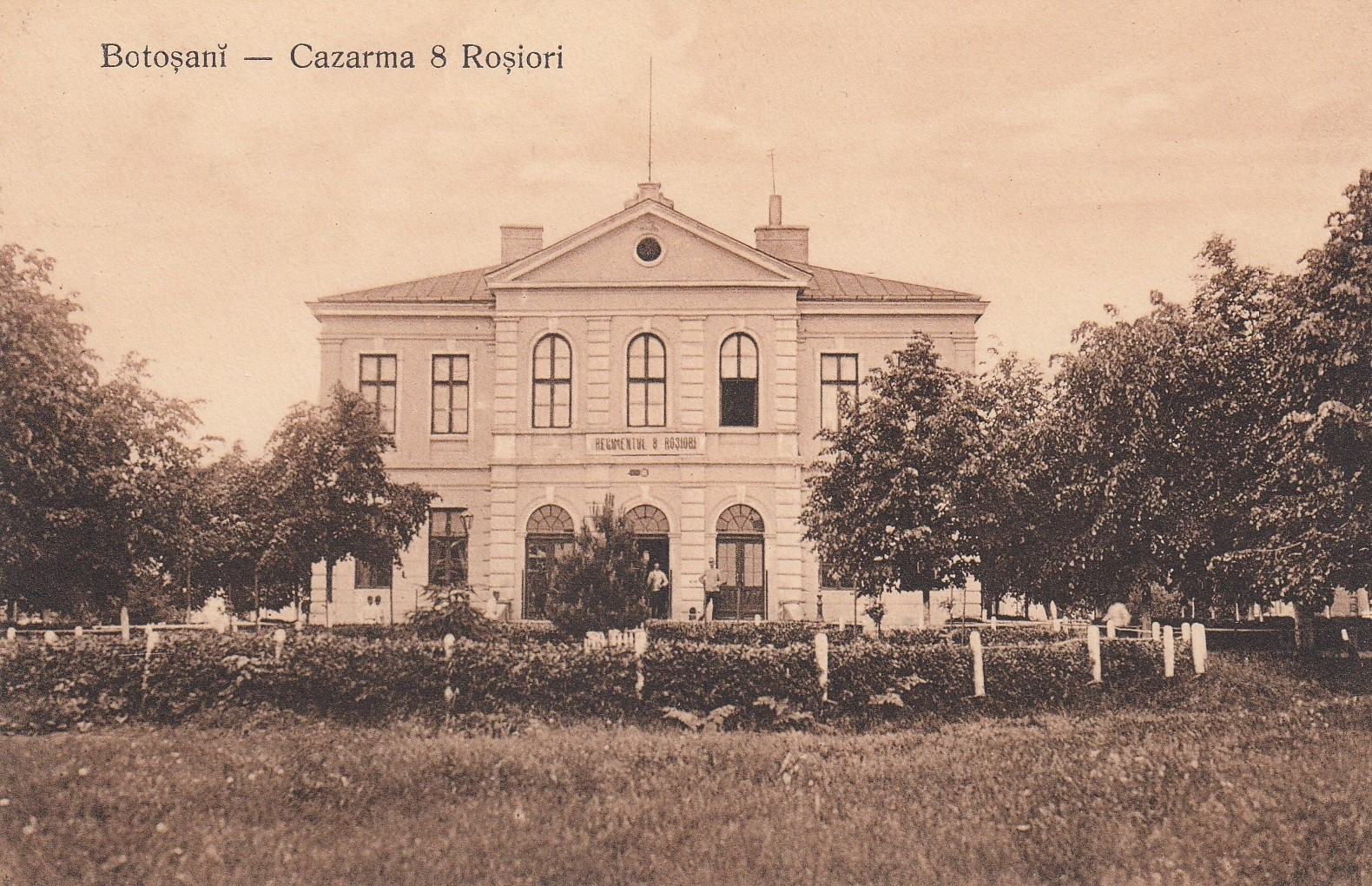
Cazarma Regimentului 8 Roşiori din Botoşani, în primele decenii al secolului XX.

A participat la Primului Război Mondial, ca și comandant al Regimentului 8 Roșiori.
În timpul operațiilor Armatei României pentru apărarea Bucureștiului din anul 1916, a preluat comanda Brigăzii 43 Mixte, aducându-și contribuția la salvarea Diviziei 18 Infanterie din încercuire.
A fost promovat colonel la 11 mai 1917.

### Operațiile militare pentru apărarea Marii Uniri
A participat la intervenția trupelor române în Bucovina, perioadă în care a preluat comanda sectorului de sud al dispozitivului militar.
În faza inițială a intervenției trupelor române în Pocuția, a preluat, în cadrul Diviziei 8 Infanterie, comanda Detasamentului de Sud. Odată cu organizarea dispozitivului militar pe teritoriul Pocuției, a preluat comanda sectorului Otînia (poloneză Ottynia), precum și a garnizoanei din Colomeea (poloneză Kolomyija, germană Kolomeea).
La 1 aprilie 1919, a devenit general de brigadă.

### Epoca interbelică
În epoca interbelică a comandat inițial Brigada 7 Călărași cu reședința la Arad, cu începere din toamna anului 1919, precum și garnizoana din localitate. În perioada respectivă a prezidat în mod onorific, Comitetul pentru Monumentul Unirii în Arad. S-a remarcat, de asemenea, ca membru activ al Asociației Transilvane pentru Literatura Română și Cultura Poporului Român și a condus filiala acesteia, din Arad.
În perioada 1926-1931 a activat la Sibiu, ca și comandant al unui eșalon superior al Corpului 7 Armată.
În anul 1932 a fost trecut în rezervă și a intrat în politică. Având sprijinul politicienilor apropiați lui Nicolae  Iorga și Constantin  Argetoianu, a fost numit prefect al județului Cernăuți în perioada 1932-1933.

## Deportarea
Domiciliat fiind în Cernăuți (din 1936 se stabiliseră acolo și soția, împreună cu cele două fiice), odată Bucovina ocupată de către trupele sovietice, generalul s-a prezentat noilor autorități declinându-și calitatea de ofițer superior și a cerut să-i fie permis să revină în teritoriul românesc. Ofițer superior aflat în rezervă, inițial persoana sa părea să nu le ofere sovieticilor motiv să-l rețină. Deoarece casa lui Dașchievici era însă asaltată de numeroși români, care căutau un mijloc de salvare prin intermediul generalului, locația a intrat în atenția Direcțieie Principale a Securității Statului și a NKVD. Pe de altă parte, Ioan Dașchievici s-a adresat din nou autorităților sovietice, protestând împotriva nerespectării termenului de patru zile, necesar evacuării și a solicitat ca înscrierea în listele de plecare să fie liberă, în ce privește pe civilii români.
După ce ofițerii poliției secrete sovietice i-au luat generalului datele personale, i-au promis acestuia că pretențiile sale își vor găsi rezolvarea. La 11 iulie 1940 însă, a fost chemat de poliția secretă sovietică pentru o nouă declarație. Plecat să o dea, nu s-a mai întors acasă. De abia după câteva zile, familia sa a aflat că acesta fusese arestat și că se afla împreună cu alți numeroși români la gara din Cernăuți, urmând să fie dus la Liov (în poloneză Lwów, în germană Lemberg), pentru a fi judecat. Tot familiei, i s-a zis că dacă generalul „va spune totul, va fi eliberat” și că va reveni apoi, la Cernăuți.
| “ | - A fost ofițer. - Bine, dar l-ați eliberat pe colonelul cutare... - Polcovnicul e polcovnic, generalul e general” | ” |
| — Membrii familiei sale din Cernăuți au primit de la autoritățile sovietice același unic răspuns la protestele contra deținerii lui Dașchievici, de către acestea. | |   |

Deținut la Liov în închisorile Beretigva și Sadovca, împreună cu notabilitățile poloneze, a fost readus la Cernăuți în luna septembrie 1940 la Penitenciarul Central. Familia, aflând de revenirea sa, a contactat din nou autoritățile și a făcut eforturi zadarnice, sprijinite și de intervenția unui bătrân procuror sovietic provenit din cadrele justiției țariste, pentru eliberarea sa. Membrii familiei, care îl sprijineau au fost amenințați, în contrapartidă, cu deportarea.
În ajunul declanșării Operațiunii Barbarossa a fost deportat dincolo de Munții Ural (probabil în intervalul 14-21 iunie 1941), găsindu-și sfârșitul în GULAG. Nu se cunoaște data morții sale, decesul survenind, posibil în anul 1942.
Despre motivul deportării lui Ioan Dașchievici nu există decât presupuneri, precum că s-ar fi datorat fie participării la reprimarea activităților bolșevice din Pocuția, fie, conform unui agent bolșevic, intenției de a fi folosit, eventual, în calitate de monedă de schimb.
Conform unui urmaș de al său, Marius-Andi Dașchievici, ceea ce a contat a fost însă, în fapt un cumul de factori, reprezentat atât și mai ales de atitudinea pro-românească a generalului, alături de remarcile sale acide despre pericolul bolșevismului, de faptul că era o personalitate marcantă printre românii din Cernăuți, de calitatea sa de funcționar regal, de posibilitatea de a servi la schimbul cu prizonieri sovietici de rang înalt și de originea poloneză a numelui de familie.

## Decorații
- Medalia jubiliară „Carol I” (1906)[4]
- Ordinul „Coroana României” în grad de cavaler (1918), comandor (1922), mare ofițer (1931)[4]
- Semnul onorific de aur (1919)[4]
- Crucea Comemorativă a Războiului 1916-1918 cu baretele București și Mărășești (1919)[4]
- Ordinul național „Steaua României”[4] cu spade în grad de ofițer[11] și panglică de Virtute Militară (1920), comandor (1928)[4]